# Mohamed Derrag
Mohamed Derrag (en arabe : محمد دراق), est un footballeur algérien. Il est né le 3 avril 1985 à Alger en Algérie. Il évolue au poste d'attaquant.

## Biographie
À l'âge de 17 ans, il joue en France au sein du club du FC Massiac Molompize Blesle (Auvergne). Il fait son parcours junior au sein du club algérois de l'OM Ruisseau.
En 2005, à l'âge de 18 ans, il est intégré pour la première fois en catégorie senior au sein du même club, où il fait deux saisons de 2005 à 2007. Après ces deux saisons à Alger, Derrag change de club pour la Jeunesse sportive de Kabylie.
Derrag y fait ses preuves, devient titulaire à la JSK et les fans lui donnent le surnom de « Trisiti » (électricité), pour ses dribbles et sa grande vitesse.
Lors de sa première saison au sein de la JSK, l'équipe remporte le titre de Champion d'Algérie. Derrag participe en outre, pour la première fois de sa carrière, à la Ligue des champions de la CAF.
Pour sa deuxième saison le club est sacré vice-champion d'Algérie et remporte la troisième place dans la Coupe nord-africaine des clubs champions.
En début de saison 2009-2010 Derrag rejoint le doyen des clubs algériens, le MC Alger, avec qui il remporte le championnat. Il est durant toute la saison un poison avec Bouguech qui se classe meilleur buteur et Derrag qui est sacré meilleur passeur . en tant que grand fan de Zinédine Zidane il demande aux dirigeants du Mouloudia de lui donner le numéro 5, malgré un début en force dans la continuité de la saison précédent il contracte une blessure grave avec la sélection algérienne, il est obligé de se faire opérer et surement de ne pas jouer jusqu'à la fin de la saison.
En juillet 2011, il signe un contrat de deux ans au profit de la JSM Béjaïa. Il est transféré au CS Constantine pour une saison en 2013.
En 2014, il a intégré le club du RC Arbaa, mais il ne parvient pas à s'imposer, et quitte ainsi le club lors du mercato hivernal en rejoignant le CR Belouizdad.

## Palmarès
- Champion d'Algérie en 2008 avec la JS Kabylie.
- Vice-champion d'Algérie en 2009 avec la JS Kabylie.
- Champion d'Algérie en 2010 avec le MC Alger.
- Champion d'Algérie D2 en 2006 avec l'OMR El Anasser.
- Vice-champion d'Algérie en 2012 avec la JSM Béjaia.
- Vainqueur de la coupe d'Algérie en 2017 avec le CR Belouizdad.